# Јазу (Дамбовица)
Јазу (рум. Iazu) насеље је у Румунији у округу Дамбовица у општини Кожаска. Oпштина се налази на надморској висини од 137 m.

## Становништво
Према подацима из 2002. године у насељу је живело 2601 становника.

### Попис2002.
| Расподела становништва по националности 2002.‍ | Расподела становништва по националности 2002.‍ | Расподела становништва по националности 2002.‍ | Расподела становништва по националности 2002.‍ | Расподела становништва по националности 2002.‍ |
| --------------------------------------------- | --------------------------------------------- | --------------------------------------------- | --------------------------------------------- | --------------------------------------------- |
|                                               |                                               |                                               |                                               |                                               |
| Румуни                                        | Румуни                                        |                                               | 519                                           | 20,0%                                         |
| Роми                                          | Роми                                          |                                               | 2.081                                         | 80,0%                                         |